# Озютичи
Озю́тичи (укр. Озютичі) — село в Затурцевской сельской общине Владимирского района Волынской области Украины.
До 2020 года входило в Локачинский район.
Код КОАТУУ — 0722484401. Население по переписи 2001 года составляет 428 человек. Почтовый индекс — 45515. Телефонный код — 3374. Занимает площадь 1,59 км².